# 早起き日経+FT
『早起き日経+FT』（はやおきにっけい プラスエフティー）は、BSテレ東（2018年9月まではBSジャパン）で平日の月曜から金曜の早朝の時間帯に生放送する経済報道番組である。

## 概要
日本経済新聞社と、2015年に同社がピアソンから買収したことにより傘下に収めた、イギリスの日刊経済紙・フィナンシャル・タイムズ（以下『FT』）が連携して、日本時間の深夜から早朝にかけての日欧米のマーケット情報をリアルタイムで生放送し、最新の経済動向をいち早く知ることができる「日本一早い経済報道番組」として2016年1月4日に放送を開始した。
番組では、その日の日本経済新聞と系列各新聞（日経産業新聞、日経MJ、日経ヴェリタス）や、日経電子版に掲載・収録されている記事から、最新の経済・産業のトピックを伝える「今日のトップニュース」と「日経ニュース」、FTの記者がニューヨーク証券取引所から中継で最新の欧米経済についての情報を届ける「FT Today（二カ国語放送）」並びに「FT Report」、そして最新の欧米の株式・円相場の情報と、全国の天気予報を伝える「マーケット&ウェザー」のコーナーからなる。主に15分バージョンでは前半は「今日のトップニュース」と「日経ニュース」、後半は「FT Today」を、2分版では「マーケット&ウェザー」を放送する。放送開始から1年3カ月にわたり6部構成で放送されたが、2017年4月の改編もって単発番組に集約された。
番組当初は、日本経済新聞スタジオから放送していたがテレビ東京が引っ越したGW明けからテレビ東京スタジオ制作に移った。2019年1月4日からは4K放送に対応するため、番組はリニューアルされた。スタジオは2017年5月8日より使用されていた第4スタジオから別のスタジオへ移った。
2019年9月30日放送をもって当番組は終了し、『日経モーニングプラス』と統合、『日経モーニングプラスFT』として7時台の放送に移動した。

## 放送時間
何れも月曜 - 金曜早朝の放送。番組開始当初（放送開始から3か月の間）は朝帯の報道番組にしては1番早い3:55の開始だった。2016年4月から開始時間が3分くりさがり、同年7月以降は、さらに32分繰り下がって4時30分からの放送に変更になった。しかし、CMの差し替えが進んでおらず、放送開始時刻が4時30分であることをテロップで強調している。同年11月7日にテレビ東京の社屋が日経電波会館から六本木グランドタワーに移転したのに伴い、時刻出しが地上波と同じものに新調されたが、映像は従来のものを引き続き使用している。前記のとおり、2017年4月の改編より5時25分からの放送に集約された。
現在
5:25 - 5:45
2017年3月までの放送時間は以下の通り。
15分バージョン
1. 4:30 - 4:45（第1部）
2. 5:30 - 5:45（第5部）

14分バージョン
1. 5:00 - 5:14 (第3部)

2分バージョン
1. 4:52 - 4:54（第2部）
2. 5:21 - 5:23（第4部）

2016年4月以降7月までの放送時間は以下の通り。
16分バージョン
1. 4:30 - 4:46（第3部）

15分バージョン
1. 3:58 - 4:13（第1部）
2. 5:00 - 5:15（第4部）
3. 5:30 - 5:45（第6部）

2分バージョン
1. 4:20 - 4:22（第2部）
2. 5:22 - 5:24（第5部）

## ニュース解説
現在
- 清水泰雅

過去
- 岸本好正

## スタジオMC
- 須貝茉彩
- 楠紗友里

基本的に日替わりダブルキャスト

## 番組中のミニ番組

### 早起きショッピングスタジオ
間の七分間、佐世保スタジオからジャパネットたかたの人気商品を紹介。2017年4月の改編をもって単発での放送となる。

#### 出演者
現在（ジャパネットたかたのナビゲーター）
- 長谷川茜子
- 丸尾詩織
- 河野友里
- 氏田いずみ

過去
- 髙田明（ジャパネットたかた創業者）

### 朝の情報
- 早起き日経電子版 - 日経電子版の中から最新ニュースをお届けする。キャスターは八木ひとみ。

### シネマ・アディクト
懐かしい映画の出演者をピックアップ

#### 出演者
聞き手
- 白木緑（日本経済新聞文化部デスク）

解説
- 芝山幹郎（映画評論家）

ナレーション
- 近江谷太朗